# Cheste (kommunhuvudort)
Cheste är en kommunhuvudort i Spanien.   Den ligger i provinsen Província de València och regionen Valencia, i den östra delen av landet, 280 km öster om huvudstaden Madrid. Cheste ligger 209 meter över havet och antalet invånare är 7 255.
Terrängen runt Cheste är platt åt sydost, men åt nordväst är den kuperad. Terrängen runt Cheste sluttar österut. Runt Cheste är det ganska tätbefolkat, med 60 invånare per kvadratkilometer. Närmaste större samhälle är Torrent, 19,4 km öster om Cheste. Trakten runt Cheste består till största delen av jordbruksmark.